# سكوت أندرسون (منافس ألعاب قوى)
سكوت أندرسون (بالإنجليزية: Scott Anderson)‏ هو منافس ألعاب قوى أمريكي، ولد في 30 يناير 1974 في شيكاغو في الولايات المتحدة.